# Flughafen Aqtau

i7
i11
i13
Der Flughafen Aqtau (kasachisch Ақтау халықаралық әуежайы, russisch Международный аэропорт Актау, IATA-Code: SCO, ICAO-Code: UATE) ist ein Flughafen im Westen von Kasachstan. Er bedient die 26 km weiter südlich gelegene Stadt Aqtau, die Hauptstadt des Gebietes Mangghystau.
Die Städte, die von hier, unter anderem mit Air Astana, Turkish Airlines, Azerbaijan Airlines und Transaero angeflogen werden, befinden sich überwiegend in Kasachstan. Daneben werden Istanbul, Moskau, Rostow am Don, Simferopol, Baku und Tiflis angeflogen. Seit 2024 fliegt Neos Air Bergamo an.

## Zwischenfälle
- Am 16. Juni 2015 brach im vorderen Frachtraum einer Boeing 737-300 der kasachischen SCAT Airlines (Luftfahrzeugkennzeichen LY-FLB) auf dem Flughafen Aqtau ein Feuer aus. Ausgelöst wurde es durch die spontane Zerstörung des Sauerstoffschlauchs mit komprimiertem Sauerstoff, mit dem das Flugzeug über eine Bodenquelle mit Drucksauerstoff gefüllt wurde. Das Flugzeug wurde irreparabel beschädigt. Es gab keine Verletzten, da alle Passagiere das Flugzeug vorher verlassen hatten.[2][3]

- Am 25. Dezember 2024 verunglückte eine Embraer 190 AR auf einem Flug der Azerbaijan Airlines (4K-AZ65) auf dem Weg von Baku (Aserbaidschan) nach Grosny (Tschetschenien, Russland) bei einer versuchten Notlandung nahe des Flughafens.[4] Nach Untersuchungsergebnissen vom 27. Dezember 2024 wurde der Absturz von Beschädigungen verursacht, die das Flugzeug beim ursprünglichen Anflug auf Grosny durch eine Luftabwehrrakete der russischen Streitkräfte bei der Abwehr ukrainischer Kampfdrohnen erhalten hatte (siehe auch Azerbaijan-Airlines-Flug 8243).[5]